# Jan Verdoodt
Jan Verdoodt (Jette, 10mei 1908 – aldaar, 29 november 1980) was een Belgisch kunstenaar. 
Verdoodt studeerde vanaf 1926 aan de Academie van Sint-Jans-Molenbeek bij Frank Persoons. Hij leerde er het realisme (via het werk van Eugène Laermans) en het surrealisme (in het werk van René Magritte) kennen. Hij ontwikkelde een eigen artistieke stijl, waarin deze twee stromingen samen "een soort van magisch realisme vormen waarin droom en werkelijkheid, vrouw en natuur, intiem met elkaar verbonden zijn."

## Loopbaan
Verdoodt begon zijn carrière als stagiair in een lithografiestudio en werd op die manier een fotograveur. Hij produceerde portretten, zelfportretten, stillevens, schilderijen en landschappen. Hij was in 1938 een van de stichters van de Cercle Jecta, waarvan Magritte ook een lid was.
Verdoodts oeuvre kwam in het bezit van de Belgische staat en de provincie Brabant. In Jette is er een weg naar hem genoemd. In het Koning Boudewijnpark is er ook een pad te vinden dat zijn naam draagt.
In Jette is er een 'Jan Verdoodtlaan'.
Hij is niet verwarren met een andere kunstschilder uit Jette met dezelfde naam, Jan Verdoodt (°1930).